# Torben Schuster
Torben Schuster (* 1986 in Düsseldorf) ist ein deutscher Koch.

## Werdegang
Schuster studierte erst vier Semester Maschinenbau in Aachen. Nach der Kochausbildung bei Holger Berens in Düsseldorf wechselte er zum Restaurant De Librije bei Jonnie Boer in Zwolle (drei Michelinsterne). Er absolvierte auch ein Praktikum im Restaurant Noma bei René Redzepi in Kopenhagen (drei Michelinsterne). Ab Frühjahr 2014 kochte er bei Yoshizumi Nagaya im Restaurant Nagaya in Düsseldorf (ein Michelinstern) als Souschef.
Seit November 2017 ist er Küchenchef im Gut Lärchenhof in Pulheim, das seit 2018 unter ihm weiter mit einem Michelinstern ausgezeichnet wurde.

## Auszeichnungen
- 2019: Neuentdeckung des Jahres, Gault&Millau
- 2018: Ein Michelinstern für das Restaurant Gut Lärchenhof in Pulheim[5]
- 2023: Koch des Jahres, Gusto 2024[6]